# La Drôme Classic 2023
La Drôme Classic 2023 (officiellt namn: Faun Drôme Classic) var den tionde upplagan av det franska cykelloppet La Drôme Classic. Tävlingen avgjordes den 26 februari 2023 med både start och målgång i Étoile-sur-Rhône. Loppet var en del av UCI ProSeries 2023 och vanns av franska Anthony Perez från cykelstallet Cofidis.

## Deltagande lag
| WorldTeams (13)- AG2R Citroën Team - Arkéa-Samsic - Astana Qazaqstan Team - Bora-Hansgrohe - Cofidis - EF Education-EasyPost - Groupama-FDJ - Intermarché-Circus-Wanty - Soudal Quick-Step - Team DSM - Team Jayco AlUla - Trek-Segafredo - UAE Team Emirates ProTeams (6)- Bingoal WB - Israel-Premier Tech - Lotto Dstny - TotalEnergies - Tudor Pro Cycling Team - Uno-X Pro Cycling Team Kontinentala lag (2)- CIC U Nantes Atlantique - Saint Michel-Mavic-Auber 93 |
| |

## Resultat
| \| Totaltävlingen \| Totaltävlingen \| Totaltävlingen \| Totaltävlingen \| Totaltävlingen \| \| Cyklist \| Cyklist \| Lag \| Tid \| \| \| -------------- \| ----------------- \| ------------------------ \| -------------- \| -------------- \| \| 1. \| Anthony Perez \| Cofidis \| 4t 57' 26" \| \| \| 2. \| Rui Costa \| Intermarché-Circus-Wanty \| + 1' 11" \| \| \| 3. \| Andrea Bagioli \| Soudal Quick-Step \| + 1' 11" \| \| \| 4. \| David Gaudu \| Groupama-FDJ \| + 1' 13" \| \| \| 5. \| Quinn Simmons \| Trek-Segafredo \| + 1' 13" \| \| \| 6. \| Mattias Skjelmose \| Trek-Segafredo \| + 1' 34" \| \| \| 7. \| Georg Zimmermann \| Intermarché-Circus-Wanty \| + 1' 38" \| \| \| 8. \| Simon Clarke \| Israel-Premier Tech \| + 1' 41" \| \| \| 9. \| Corbin Strong \| Israel-Premier Tech \| + 1' 43" \| \| \| 10. \| Dorian Godon \| AG2R Citroën Team \| + 1' 48" \| \| |                   |                          |            |
| |                   |                          |            |
| Källa: ProCyclingStats |                   |                          |            |
| Totaltävlingen |                   |                          |            |
| Cyklist | Cyklist           | Lag                      | Tid        |
| 1. | Anthony Perez     | Cofidis                  | 4t 57' 26" |
| 2. | Rui Costa         | Intermarché-Circus-Wanty | + 1' 11"   |
| 3. | Andrea Bagioli    | Soudal Quick-Step        | + 1' 11"   |
| 4. | David Gaudu       | Groupama-FDJ             | + 1' 13"   |
| 5. | Quinn Simmons     | Trek-Segafredo           | + 1' 13"   |
| 6. | Mattias Skjelmose | Trek-Segafredo           | + 1' 34"   |
| 7. | Georg Zimmermann  | Intermarché-Circus-Wanty | + 1' 38"   |
| 8. | Simon Clarke      | Israel-Premier Tech      | + 1' 41"   |
| 9. | Corbin Strong     | Israel-Premier Tech      | + 1' 43"   |
| 10. | Dorian Godon      | AG2R Citroën Team        | + 1' 48"   |

## Startlista
| UAE Team Emirates UAD | UAE Team Emirates UAD   | UAE Team Emirates UAD |
| --------------------- | ----------------------- | --------------------- |
| #                     | Cyklist                 | Placering             |
| 1                     | Diego Ulissi (ITA)      | DNF                   |
| 2                     | George Bennett (NZL)    | 32.                   |
| 3                     | Finn Fisher-Black (NZL) | DNF                   |
| 4                     | Ryan Gibbons (RSA)      | DNF                   |
| 5                     | Davide Formolo (ITA)    | 31.                   |
| 6                     | Felix Groß (GER)        | DNF                   |

| Bora-Hansgrohe BOH | Bora-Hansgrohe BOH              | Bora-Hansgrohe BOH |
| ------------------ | ------------------------------- | ------------------ |
| #                  | Cyklist                         | Placering          |
| 11                 | Sergio Higuita (COL) (landsväg) | DNF                |
| 12                 | Jai Hindley (AUS)               | 53.                |
| 13                 | Cesare Benedetti (POL)          | 70.                |
| 14                 | Victor Koretzky (FRA)           | 34.                |
| 15                 | Anton Palzer (GER)              | 44.                |
| 16                 | Cian Uijtdebroeks (BEL)         | DNF                |
| 17                 | Frederik Wandahl (DEN)          | 17.                |

| Intermarché-Circus-Wanty ICW | Intermarché-Circus-Wanty ICW | Intermarché-Circus-Wanty ICW |
| ---------------------------- | ---------------------------- | ---------------------------- |
| #                            | Cyklist                      | Placering                    |
| 21                           | Francesco Busatto (ITA)      | 21.                          |
| 22                           | Laurens Huys (BEL)           | DNF                          |
| 23                           | Rui Costa (POR)              | 2.                           |
| 25                           | Lorenzo Rota (ITA)           | DNF                          |
| 26                           | Lilian Calmejane (FRA)       | 20.                          |
| 27                           | Georg Zimmermann (GER)       | 7.                           |

| Soudal Quick-Step SOQ | Soudal Quick-Step SOQ    | Soudal Quick-Step SOQ |
| --------------------- | ------------------------ | --------------------- |
| #                     | Cyklist                  | Placering             |
| 31                    | Julian Alaphilippe (FRA) | 16.                   |
| 32                    | Andrea Bagioli (ITA)     | 3.                    |
| 33                    | Rémi Cavagna (FRA)       | 28.                   |
| 34                    | Dries Devenyns (BEL)     | DNF                   |
| 35                    | James Knox (GBR)         | DNF                   |
| 36                    | Martin Svrček (SVK)      | DNF                   |
| 37                    | Ilan Van Wilder (BEL)    | DNF                   |

| Groupama-FDJ GFC | Groupama-FDJ GFC         | Groupama-FDJ GFC |
| ---------------- | ------------------------ | ---------------- |
| #                | Cyklist                  | Placering        |
| 41               | David Gaudu (FRA)        | 4.               |
| 42               | Bruno Armirail (FRA)     | DNF              |
| 43               | Romain Grégoire (FRA)    | 62.              |
| 44               | Lenny Martinez (FRA)     | DNF              |
| 45               | Quentin Pacher (FRA)     | 12.              |
| 46               | Matthieu Ladagnous (FRA) | DNF              |
| 47               | Enzo Paleni (FRA)        | 49.              |

| Cofidis COF | Cofidis COF              | Cofidis COF |
| ----------- | ------------------------ | ----------- |
| #           | Cyklist                  | Placering   |
| 51          | Guillaume Martin (FRA)   | 15.         |
| 52          | Eddy Finé (FRA)          | 23.         |
| 53          | Alexandre Delettre (FRA) | 41.         |
| 54          | Victor Lafay (FRA)       | 42.         |
| 55          | Axel Mariault (FRA)      | DNF         |
| 56          | Anthony Perez (FRA)      | 1.          |
| 57          | Thomas Champion (FRA)    | DNF         |

| Trek-Segafredo TFS | Trek-Segafredo TFS       | Trek-Segafredo TFS |
| ------------------ | ------------------------ | ------------------ |
| #                  | Cyklist                  | Placering          |
| 61                 | Mattias Skjelmose (DEN)  | 6.                 |
| 62                 | Julien Bernard (FRA)     | 27.                |
| 63                 | Dario Cataldo (ITA)      | DNF                |
| 64                 | Tony Gallopin (FRA)      | DNF                |
| 66                 | Quinn Simmons (USA)      | 5.                 |
| 67                 | Natnael Tesfatsion (ERI) | DNF                |

| Arkéa-Samsic ARK | Arkéa-Samsic ARK          | Arkéa-Samsic ARK |
| ---------------- | ------------------------- | ---------------- |
| #                | Cyklist                   | Placering        |
| 71               | Louis Barré (FRA)         | DNF              |
| 72               | Nacer Bouhanni (FRA)      | 69.              |
| 73               | Alessandro Verre (ITA)    | 58.              |
| 74               | Élie Gesbert (FRA)        | DNF              |
| 75               | Clément Champoussin (FRA) | 68.              |
| 76               | Laurent Pichon (FRA)      | DNF              |
| 77               | Cristián Rodríguez (ESP)  | 24.              |

| AG2R Citroën Team ACT | AG2R Citroën Team ACT   | AG2R Citroën Team ACT |
| --------------------- | ----------------------- | --------------------- |
| #                     | Cyklist                 | Placering             |
| 82                    | Clément Venturini (FRA) | DNF                   |
| 83                    | Mikaël Cherel (FRA)     | DNF                   |
| 84                    | Felix Gall (AUT)        | DNF                   |
| 85                    | Dorian Godon (FRA)      | 10.                   |
| 86                    | Nans Peters (FRA)       | 55.                   |
| 87                    | Andrea Vendrame (ITA)   | DNF                   |

| Team Jayco AlUla JAY | Team Jayco AlUla JAY       | Team Jayco AlUla JAY |
| -------------------- | -------------------------- | -------------------- |
| #                    | Cyklist                    | Placering            |
| 91                   | Matteo Sobrero (ITA)       | 36.                  |
| 92                   | Kevin Colleoni (ITA)       | 56.                  |
| 93                   | Alessandro De Marchi (ITA) | 71.                  |
| 94                   | Tsgabu Grmay (ETH)         | DNF                  |
| 95                   | Filippo Zana (ITA)         | DNF                  |
| 96                   | Jesús David Peña (COL)     | DNF                  |

| EF Education-EasyPost EFE | EF Education-EasyPost EFE        | EF Education-EasyPost EFE |
| ------------------------- | -------------------------------- | ------------------------- |
| #                         | Cyklist                          | Placering                 |
| 101                       | Esteban Chaves (COL)             | 50.                       |
| 102                       | Jonathan Caicedo (ECU)           | DNF                       |
| 103                       | Sean Quinn (USA)                 | DNF                       |
| 104                       | Jefferson Alexander Cepeda (ECU) | 38.                       |
| 105                       | Odd Christian Eiking (NOR)       | 18.                       |
| 106                       | Mikkel Frølich Honoré (DEN)      | 45.                       |
| 107                       | Merhawi Kudus (ERI) (landsväg)   | 29.                       |

| Team DSM DSM | Team DSM DSM          | Team DSM DSM |
| ------------ | --------------------- | ------------ |
| #            | Cyklist               | Placering    |
| 111          | Romain Bardet (FRA)   | 11.          |
| 112          | Romain Combaud (FRA)  | DNF          |
| 113          | Matthew Dinham (AUS)  | 33.          |
| 114          | Chris Hamilton (AUS)  | 52.          |
| 115          | Max Poole (GBR)       | DNF          |
| 116          | Martijn Tusveld (NED) | 39.          |
| 117          | Robbe Dhondt (BEL)    | DNF          |

| Astana Qazaqstan Team AST | Astana Qazaqstan Team AST | Astana Qazaqstan Team AST |
| ------------------------- | ------------------------- | ------------------------- |
| #                         | Cyklist                   | Placering                 |
| 121                       | Andrej Zejts (KAZ)        | DNF                       |
| 122                       | Alexandr Riabushenko      | 72.                       |
| 123                       | Fabio Felline (ITA)       | DNF                       |
| 124                       | Vadim Pronskiy (KAZ)      | 54.                       |
| 125                       | Harold Martín López (ECU) | DNF                       |
| 127                       | Nicolas Vinokurov (KAZ)   | DNF                       |

| Lotto Dstny LTD | Lotto Dstny LTD           | Lotto Dstny LTD |
| --------------- | ------------------------- | --------------- |
| #               | Cyklist                   | Placering       |
| 131             | Andreas Kron (DEN)        | DNS             |
| 132             | Ramses Debruyne (BEL)     | 40.             |
| 133             | Jago Willems (BEL)        | 46.             |
| 134             | Sylvain Moniquet (BEL)    | DNF             |
| 135             | Harry Sweeny (AUS)        | 14.             |
| 136             | Lennert Van Eetvelt (BEL) | DNF             |
| 137             | Maxim Van Gils (BEL)      | DNF             |

| TotalEnergies TEN | TotalEnergies TEN         | TotalEnergies TEN |
| ----------------- | ------------------------- | ----------------- |
| #                 | Cyklist                   | Placering         |
| 141               | Pierre-Roger Latour (FRA) | DNF               |
| 142               | Alexis Vuillermoz (FRA)   | DNF               |
| 143               | Mathieu Burgaudeau (FRA)  | 22.               |
| 144               | Fabien Doubey (FRA)       | DNF               |
| 145               | Julien Simon (FRA)        | 57.               |
| 146               | Alan Jousseaume (FRA)     | DNF               |
| 147               | Paul Ourselin (FRA)       | 47.               |

| Israel-Premier Tech IPT | Israel-Premier Tech IPT | Israel-Premier Tech IPT |
| ----------------------- | ----------------------- | ----------------------- |
| #                       | Cyklist                 | Placering               |
| 151                     | Michael Woods (CAN)     | DNF                     |
| 152                     | Simon Clarke (AUS)      | 8.                      |
| 153                     | Mason Hollyman (GBR)    | DNF                     |
| 154                     | Marco Frigo (ITA)       | 59.                     |
| 155                     | Sebastian Berwick (AUS) | DNF                     |
| 156                     | Stephen Williams (GBR)  | DNF                     |
| 157                     | Corbin Strong (NZL)     | 9.                      |

| Uno-X Pro Cycling Team UXT | Uno-X Pro Cycling Team UXT   | Uno-X Pro Cycling Team UXT |
| -------------------------- | ---------------------------- | -------------------------- |
| #                          | Cyklist                      | Placering                  |
| 162                        | Torstein Træen (NOR)         | 19.                        |
| 163                        | Marcus Sander Hansen (DEN)   | DNF                        |
| 164                        | Ådne Holter (NOR)            | DNF                        |
| 165                        | Jacob Hindsgaul Madsen (DEN) | DNF                        |
| 166                        | Fredrik Dversnes (NOR)       | 43.                        |
| 167                        | Niklas Eg (DEN)              | DNF                        |

| Bingoal WB BWB | Bingoal WB BWB            | Bingoal WB BWB |
| -------------- | ------------------------- | -------------- |
| #              | Cyklist                   | Placering      |
| 171            | Alexis Guérin (FRA)       | 37.            |
| 172            | Floris De Tier (BEL)      | 26.            |
| 173            | Johan Meens (BEL)         | DNF            |
| 174            | Dimitri Peyskens (BEL)    | DNF            |
| 175            | Lennert Teugels (BEL)     | 67.            |
| 176            | Marco Tizza (ITA)         | 35.            |
| 177            | Aaron Van Der Beken (BEL) | DNF            |

| Tudor Pro Cycling Team TUD | Tudor Pro Cycling Team TUD              | Tudor Pro Cycling Team TUD |
| -------------------------- | --------------------------------------- | -------------------------- |
| #                          | Cyklist                                 | Placering                  |
| 181                        | Sébastien Reichenbach (SUI)             | 60.                        |
| 182                        | Nils Brun (SUI)                         | 48.                        |
| 183                        | Aloïs Charrin (FRA)                     | DNF                        |
| 184                        | Lucas Eriksson (SWE) (landsväg)         | 13.                        |
| 185                        | Simon Pellaud (SUI)                     | 30.                        |
| 186                        | Alexander Kamp Egested (DEN) (landsväg) | DNF                        |
| 187                        | Roland Thalmann (SUI)                   | DNF                        |

| Saint Michel-Mavic-Auber 93 AUB | Saint Michel-Mavic-Auber 93 AUB | Saint Michel-Mavic-Auber 93 AUB |
| ------------------------------- | ------------------------------- | ------------------------------- |
| #                               | Cyklist                         | Placering                       |
| 191                             | Romain Cardis (FRA)             | 63.                             |
| 192                             | Thomas Devaux (FRA)             | DNF                             |
| 193                             | Nicolas Debeaumarché (FRA)      | 25.                             |
| 194                             | Joris Delbove (FRA)             | DNF                             |
| 195                             | Anthony Maldonado (FRA)         | DNF                             |
| 196                             | Morne van Niekerk (RSA)         | 64.                             |
| 197                             | Thomas Gachignard (FRA)         | DNF                             |

| CIC U Nantes Atlantique UCN | CIC U Nantes Atlantique UCN | CIC U Nantes Atlantique UCN |
| --------------------------- | --------------------------- | --------------------------- |
| #                           | Cyklist                     | Placering                   |
| 201                         | Jordan Jegat (FRA)          | 61.                         |
| 202                         | Yaël Joalland (FRA)         | DNF                         |
| 203                         | Léo Danès (FRA)             | 51.                         |
| 204                         | Maël Guégan (FRA)           | DNF                         |
| 205                         | Robin Plamondon (CAN)       | 66.                         |
| 206                         | Nolann Mahoudo (FRA)        | DNF                         |
| 207                         | Noa Isidore (FRA)           | 65.                         |

| UAE Team Emirates UAD | UAE Team Emirates UAD   | UAE Team Emirates UAD |
| --------------------- | ----------------------- | --------------------- |
| #                     | Cyklist                 | Placering             |
| 1                     | Diego Ulissi (ITA)      | DNF                   |
| 2                     | George Bennett (NZL)    | 32.                   |
| 3                     | Finn Fisher-Black (NZL) | DNF                   |
| 4                     | Ryan Gibbons (RSA)      | DNF                   |
| 5                     | Davide Formolo (ITA)    | 31.                   |
| 6                     | Felix Groß (GER)        | DNF                   |

| Bora-Hansgrohe BOH | Bora-Hansgrohe BOH              | Bora-Hansgrohe BOH |
| ------------------ | ------------------------------- | ------------------ |
| #                  | Cyklist                         | Placering          |
| 11                 | Sergio Higuita (COL) (landsväg) | DNF                |
| 12                 | Jai Hindley (AUS)               | 53.                |
| 13                 | Cesare Benedetti (POL)          | 70.                |
| 14                 | Victor Koretzky (FRA)           | 34.                |
| 15                 | Anton Palzer (GER)              | 44.                |
| 16                 | Cian Uijtdebroeks (BEL)         | DNF                |
| 17                 | Frederik Wandahl (DEN)          | 17.                |

| Intermarché-Circus-Wanty ICW | Intermarché-Circus-Wanty ICW | Intermarché-Circus-Wanty ICW |
| ---------------------------- | ---------------------------- | ---------------------------- |
| #                            | Cyklist                      | Placering                    |
| 21                           | Francesco Busatto (ITA)      | 21.                          |
| 22                           | Laurens Huys (BEL)           | DNF                          |
| 23                           | Rui Costa (POR)              | 2.                           |
| 25                           | Lorenzo Rota (ITA)           | DNF                          |
| 26                           | Lilian Calmejane (FRA)       | 20.                          |
| 27                           | Georg Zimmermann (GER)       | 7.                           |

| Soudal Quick-Step SOQ | Soudal Quick-Step SOQ    | Soudal Quick-Step SOQ |
| --------------------- | ------------------------ | --------------------- |
| #                     | Cyklist                  | Placering             |
| 31                    | Julian Alaphilippe (FRA) | 16.                   |
| 32                    | Andrea Bagioli (ITA)     | 3.                    |
| 33                    | Rémi Cavagna (FRA)       | 28.                   |
| 34                    | Dries Devenyns (BEL)     | DNF                   |
| 35                    | James Knox (GBR)         | DNF                   |
| 36                    | Martin Svrček (SVK)      | DNF                   |
| 37                    | Ilan Van Wilder (BEL)    | DNF                   |

| Groupama-FDJ GFC | Groupama-FDJ GFC         | Groupama-FDJ GFC |
| ---------------- | ------------------------ | ---------------- |
| #                | Cyklist                  | Placering        |
| 41               | David Gaudu (FRA)        | 4.               |
| 42               | Bruno Armirail (FRA)     | DNF              |
| 43               | Romain Grégoire (FRA)    | 62.              |
| 44               | Lenny Martinez (FRA)     | DNF              |
| 45               | Quentin Pacher (FRA)     | 12.              |
| 46               | Matthieu Ladagnous (FRA) | DNF              |
| 47               | Enzo Paleni (FRA)        | 49.              |

| Cofidis COF | Cofidis COF              | Cofidis COF |
| ----------- | ------------------------ | ----------- |
| #           | Cyklist                  | Placering   |
| 51          | Guillaume Martin (FRA)   | 15.         |
| 52          | Eddy Finé (FRA)          | 23.         |
| 53          | Alexandre Delettre (FRA) | 41.         |
| 54          | Victor Lafay (FRA)       | 42.         |
| 55          | Axel Mariault (FRA)      | DNF         |
| 56          | Anthony Perez (FRA)      | 1.          |
| 57          | Thomas Champion (FRA)    | DNF         |

| Trek-Segafredo TFS | Trek-Segafredo TFS       | Trek-Segafredo TFS |
| ------------------ | ------------------------ | ------------------ |
| #                  | Cyklist                  | Placering          |
| 61                 | Mattias Skjelmose (DEN)  | 6.                 |
| 62                 | Julien Bernard (FRA)     | 27.                |
| 63                 | Dario Cataldo (ITA)      | DNF                |
| 64                 | Tony Gallopin (FRA)      | DNF                |
| 66                 | Quinn Simmons (USA)      | 5.                 |
| 67                 | Natnael Tesfatsion (ERI) | DNF                |

| Arkéa-Samsic ARK | Arkéa-Samsic ARK          | Arkéa-Samsic ARK |
| ---------------- | ------------------------- | ---------------- |
| #                | Cyklist                   | Placering        |
| 71               | Louis Barré (FRA)         | DNF              |
| 72               | Nacer Bouhanni (FRA)      | 69.              |
| 73               | Alessandro Verre (ITA)    | 58.              |
| 74               | Élie Gesbert (FRA)        | DNF              |
| 75               | Clément Champoussin (FRA) | 68.              |
| 76               | Laurent Pichon (FRA)      | DNF              |
| 77               | Cristián Rodríguez (ESP)  | 24.              |

| AG2R Citroën Team ACT | AG2R Citroën Team ACT   | AG2R Citroën Team ACT |
| --------------------- | ----------------------- | --------------------- |
| #                     | Cyklist                 | Placering             |
| 82                    | Clément Venturini (FRA) | DNF                   |
| 83                    | Mikaël Cherel (FRA)     | DNF                   |
| 84                    | Felix Gall (AUT)        | DNF                   |
| 85                    | Dorian Godon (FRA)      | 10.                   |
| 86                    | Nans Peters (FRA)       | 55.                   |
| 87                    | Andrea Vendrame (ITA)   | DNF                   |

| Team Jayco AlUla JAY | Team Jayco AlUla JAY       | Team Jayco AlUla JAY |
| -------------------- | -------------------------- | -------------------- |
| #                    | Cyklist                    | Placering            |
| 91                   | Matteo Sobrero (ITA)       | 36.                  |
| 92                   | Kevin Colleoni (ITA)       | 56.                  |
| 93                   | Alessandro De Marchi (ITA) | 71.                  |
| 94                   | Tsgabu Grmay (ETH)         | DNF                  |
| 95                   | Filippo Zana (ITA)         | DNF                  |
| 96                   | Jesús David Peña (COL)     | DNF                  |

| EF Education-EasyPost EFE | EF Education-EasyPost EFE        | EF Education-EasyPost EFE |
| ------------------------- | -------------------------------- | ------------------------- |
| #                         | Cyklist                          | Placering                 |
| 101                       | Esteban Chaves (COL)             | 50.                       |
| 102                       | Jonathan Caicedo (ECU)           | DNF                       |
| 103                       | Sean Quinn (USA)                 | DNF                       |
| 104                       | Jefferson Alexander Cepeda (ECU) | 38.                       |
| 105                       | Odd Christian Eiking (NOR)       | 18.                       |
| 106                       | Mikkel Frølich Honoré (DEN)      | 45.                       |
| 107                       | Merhawi Kudus (ERI) (landsväg)   | 29.                       |

| Team DSM DSM | Team DSM DSM          | Team DSM DSM |
| ------------ | --------------------- | ------------ |
| #            | Cyklist               | Placering    |
| 111          | Romain Bardet (FRA)   | 11.          |
| 112          | Romain Combaud (FRA)  | DNF          |
| 113          | Matthew Dinham (AUS)  | 33.          |
| 114          | Chris Hamilton (AUS)  | 52.          |
| 115          | Max Poole (GBR)       | DNF          |
| 116          | Martijn Tusveld (NED) | 39.          |
| 117          | Robbe Dhondt (BEL)    | DNF          |

| Astana Qazaqstan Team AST | Astana Qazaqstan Team AST | Astana Qazaqstan Team AST |
| ------------------------- | ------------------------- | ------------------------- |
| #                         | Cyklist                   | Placering                 |
| 121                       | Andrej Zejts (KAZ)        | DNF                       |
| 122                       | Alexandr Riabushenko      | 72.                       |
| 123                       | Fabio Felline (ITA)       | DNF                       |
| 124                       | Vadim Pronskiy (KAZ)      | 54.                       |
| 125                       | Harold Martín López (ECU) | DNF                       |
| 127                       | Nicolas Vinokurov (KAZ)   | DNF                       |

| Lotto Dstny LTD | Lotto Dstny LTD           | Lotto Dstny LTD |
| --------------- | ------------------------- | --------------- |
| #               | Cyklist                   | Placering       |
| 131             | Andreas Kron (DEN)        | DNS             |
| 132             | Ramses Debruyne (BEL)     | 40.             |
| 133             | Jago Willems (BEL)        | 46.             |
| 134             | Sylvain Moniquet (BEL)    | DNF             |
| 135             | Harry Sweeny (AUS)        | 14.             |
| 136             | Lennert Van Eetvelt (BEL) | DNF             |
| 137             | Maxim Van Gils (BEL)      | DNF             |

| TotalEnergies TEN | TotalEnergies TEN         | TotalEnergies TEN |
| ----------------- | ------------------------- | ----------------- |
| #                 | Cyklist                   | Placering         |
| 141               | Pierre-Roger Latour (FRA) | DNF               |
| 142               | Alexis Vuillermoz (FRA)   | DNF               |
| 143               | Mathieu Burgaudeau (FRA)  | 22.               |
| 144               | Fabien Doubey (FRA)       | DNF               |
| 145               | Julien Simon (FRA)        | 57.               |
| 146               | Alan Jousseaume (FRA)     | DNF               |
| 147               | Paul Ourselin (FRA)       | 47.               |

| Israel-Premier Tech IPT | Israel-Premier Tech IPT | Israel-Premier Tech IPT |
| ----------------------- | ----------------------- | ----------------------- |
| #                       | Cyklist                 | Placering               |
| 151                     | Michael Woods (CAN)     | DNF                     |
| 152                     | Simon Clarke (AUS)      | 8.                      |
| 153                     | Mason Hollyman (GBR)    | DNF                     |
| 154                     | Marco Frigo (ITA)       | 59.                     |
| 155                     | Sebastian Berwick (AUS) | DNF                     |
| 156                     | Stephen Williams (GBR)  | DNF                     |
| 157                     | Corbin Strong (NZL)     | 9.                      |

| Uno-X Pro Cycling Team UXT | Uno-X Pro Cycling Team UXT   | Uno-X Pro Cycling Team UXT |
| -------------------------- | ---------------------------- | -------------------------- |
| #                          | Cyklist                      | Placering                  |
| 162                        | Torstein Træen (NOR)         | 19.                        |
| 163                        | Marcus Sander Hansen (DEN)   | DNF                        |
| 164                        | Ådne Holter (NOR)            | DNF                        |
| 165                        | Jacob Hindsgaul Madsen (DEN) | DNF                        |
| 166                        | Fredrik Dversnes (NOR)       | 43.                        |
| 167                        | Niklas Eg (DEN)              | DNF                        |

| Bingoal WB BWB | Bingoal WB BWB            | Bingoal WB BWB |
| -------------- | ------------------------- | -------------- |
| #              | Cyklist                   | Placering      |
| 171            | Alexis Guérin (FRA)       | 37.            |
| 172            | Floris De Tier (BEL)      | 26.            |
| 173            | Johan Meens (BEL)         | DNF            |
| 174            | Dimitri Peyskens (BEL)    | DNF            |
| 175            | Lennert Teugels (BEL)     | 67.            |
| 176            | Marco Tizza (ITA)         | 35.            |
| 177            | Aaron Van Der Beken (BEL) | DNF            |

| Tudor Pro Cycling Team TUD | Tudor Pro Cycling Team TUD              | Tudor Pro Cycling Team TUD |
| -------------------------- | --------------------------------------- | -------------------------- |
| #                          | Cyklist                                 | Placering                  |
| 181                        | Sébastien Reichenbach (SUI)             | 60.                        |
| 182                        | Nils Brun (SUI)                         | 48.                        |
| 183                        | Aloïs Charrin (FRA)                     | DNF                        |
| 184                        | Lucas Eriksson (SWE) (landsväg)         | 13.                        |
| 185                        | Simon Pellaud (SUI)                     | 30.                        |
| 186                        | Alexander Kamp Egested (DEN) (landsväg) | DNF                        |
| 187                        | Roland Thalmann (SUI)                   | DNF                        |

| Saint Michel-Mavic-Auber 93 AUB | Saint Michel-Mavic-Auber 93 AUB | Saint Michel-Mavic-Auber 93 AUB |
| ------------------------------- | ------------------------------- | ------------------------------- |
| #                               | Cyklist                         | Placering                       |
| 191                             | Romain Cardis (FRA)             | 63.                             |
| 192                             | Thomas Devaux (FRA)             | DNF                             |
| 193                             | Nicolas Debeaumarché (FRA)      | 25.                             |
| 194                             | Joris Delbove (FRA)             | DNF                             |
| 195                             | Anthony Maldonado (FRA)         | DNF                             |
| 196                             | Morne van Niekerk (RSA)         | 64.                             |
| 197                             | Thomas Gachignard (FRA)         | DNF                             |

| CIC U Nantes Atlantique UCN | CIC U Nantes Atlantique UCN | CIC U Nantes Atlantique UCN |
| --------------------------- | --------------------------- | --------------------------- |
| #                           | Cyklist                     | Placering                   |
| 201                         | Jordan Jegat (FRA)          | 61.                         |
| 202                         | Yaël Joalland (FRA)         | DNF                         |
| 203                         | Léo Danès (FRA)             | 51.                         |
| 204                         | Maël Guégan (FRA)           | DNF                         |
| 205                         | Robin Plamondon (CAN)       | 66.                         |
| 206                         | Nolann Mahoudo (FRA)        | DNF                         |
| 207                         | Noa Isidore (FRA)           | 65.                         |

Förklaringar
DNF = Fullföljde inte, OTL = Utanför tidsgränsen, DNS = Startade inte, DSQ = Diskvalificerad